# Bulut Basmaz
Bulut Basmaz (* 6. Mai 1984 in Izmir) ist ein ehemaliger türkischer Fußballtorhüter.

## Karriere

### Verein
Bulut Basmaz begann seine Karriere 1996 beim lokalen Verein Karabağlarspor, bis er zwei Jahre später zum wohl größten Klub der Stadt wechselte, Altay İzmir. Dort spielte er bis 2002 in der Jugend und schaffte in der Saison 2002/03 den Sprung in den Profikader. Doch erst in der Saison 2003/04 kam er am 30. November 2003 beim 0:0-Unentschieden gegen Ankaraspor zu seinem Debüt in der Bank Asya 1. Lig. Nach zwölf Ligaeinsätzen und drei Pokalspielen verließ er den Verein im Juni 2005 und wechselte zu Denizlispor. Von dort aus wurde er direkt an Kocaelispor verliehen, wo er achtzehn Spiele im Tor stand. Nach einem Jahr kehrte er wieder zu Denizlispor zurück, wurde aber in der Saison 2006/07 sofort wieder verliehen, dieses Mal an Elazığspor. Bei Elazığspor kam er auf fünfzehn Einsätze. Am 6. Januar 2008 kam er bei Denizlispor im Pokalspiel zum ersten Mal zum Einsatz. Am 26. April kam er auch zu seinem ersten Ligaspieleinsatz bei der 1:2-Niederlage gegen Sivasspor. Zur Saison 2008/09 wechselte er zum Erstligisten Manisaspor. Dort kam er erst 11. Januar 2009 zu seinem ersten Pokalspiel gegen Alanyaspor, und mehr als zwei Monate später am 28. März beim 1:1 gegen Kayseri Erciyesspor zu seinem Ligadebüt.
Vor der Saison 2011/12 wechselte Basmaz dann ablösefrei zum türkischen Zweitligisten Bucaspor, bei dem er einen Vertrag bis zum 30. Juni 2013 unterschrieb und am 21. Dezember 2011 im Spiel gegen Eyüpspor debütierte.

### Nationalmannschaft
Basmaz spielte von Juli bis Dezember 2002 für die türkische U-19-Nationalmannschaft, sein Debütspiel gab er am 29. Juli beim 3:1-Sieg über Israel. Im Juni 2003 kam er vier Mal in der U-20-Nationalmannschaft zum Einsatz. Zwischen Juni und Juli 2005 bestritt er fünf Länderspiele für die türkische Olympiaauswahl. Am 22. Februar 2006 absolvierte er beim 2:1-Heimsieg über Rumänien sein erstes Länderspiel für die türkische U-21-Nationalmannschaft. Für die U-21 kam er zu keinem Einsatz und saß vier Mal auf der Ersatzbank.